# Smiljana
Smiljana je žensko osebno ime.

## Izvor imena
Ime Smiljana je ženska oblika moškega osebnega imena Smiljan.

## Različice imena
- ženske različice imena: Smilja, Smiljanka, Smiljenka, Smiljka, Smilka
- moške različice imena: Smiljan, Smilijan, Smiljko

## Pogostost imena
Po podatkih Statističnega urada Republike Slovenije je bilo na dan 31. decembra 2007 v Sloveniji število ženskih oseb z imenom Smiljana: 248.

## Osebni praznik
V koledarju je ime Smiljana uvrščeno k imenu Smiljan.